# Ordahal
Ordahal är en ort i Azerbajdzjan.   Den ligger i distriktet Lerik Rayonu, i den södra delen av landet, 210 km sydväst om huvudstaden Baku. Ordahal ligger 733 meter över havet och antalet invånare är 235.
Terrängen runt Ordahal är kuperad. Närmaste större samhälle är Lerik, 12,4 km söder om Ordahal. 
I omgivningarna runt Ordahal växer i huvudsak blandskog. Runt Ordahal är det ganska tätbefolkat, med 120 invånare per kvadratkilometer.